# Grän, Österrike
Grän är en ort och kommun i distriktet Reutte i förbundslandet Tyrolen i Österrike. I norr gränsar kommunen till Tyskland.
Kommunen består av fyra orter (Ortschaften) (inom parentes invånarantal 1 januari 2024):
- Enge (24)
- Grän (362)
- Haldensee (173)
- Lumberg (53)